# 贝萨克
贝萨克（法語：Beyssac，法語發音：[bɛsak]）是法国科雷兹省的一个市镇，位于该省西部，属于布里夫拉盖亚尔德区。

## 地理
贝萨克（45°22'17"N, 1°24'14"E）面积21.32 平方千米，位于法国新阿基坦大区科雷兹省，该省份为法国中南部省份，北起上维埃纳省和克勒兹省，西接多爾多涅省，南至洛特省，东临多姆山省和康塔爾省。
与贝萨克接壤的市镇（或旧市镇、城区）包括：阿尔纳克蓬帕杜、吕贝萨克、韦泽尔河畔奥尔尼亚克、圣索尔南拉沃、特罗什、维尼奥勒。

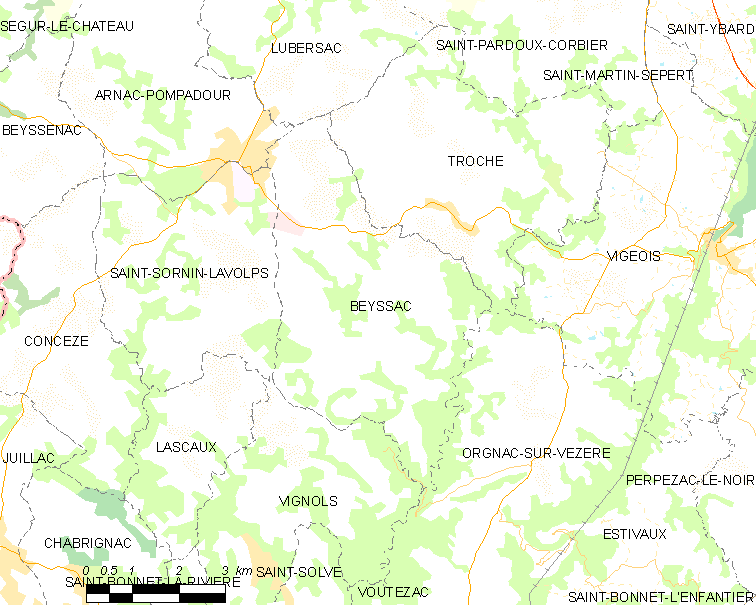
贝萨克的OSM定位图

贝萨克的时区为UTC+01:00、UTC+02:00（夏令时）。

## 行政
贝萨克的邮政编码为19230，INSEE市镇编码为19024。

## 政治
贝萨克所属的省级选区为于泽什县。

## 人口

1962-2008年间贝萨克人口变化图示

贝萨克于2022年1月1日时的人口数量为487人。